# 神奈川県立保土ケ谷高等学校
神奈川県立保土ケ谷高等学校（かながわけんりつ ほどがやこうとうがっこう）は、神奈川県横浜市保土ケ谷区にある全日制普通科の県立高等学校。

## 概要
- 校舎敷地の一部は、隣の旭区にかかっている。
- 近年、校舎にアスベスト使用箇所が見つかり問題となった。

## 沿革
- 1979年（昭和54年）4月 - 開校
- 1998年（平成10年）11月 - 創立20周年記念式典

## 部活動
- 運動部
  - テニス部、バドミントン部、剣道部、バレーボール部、サッカー部、自転車競技部、男子バスケットボール部、硬式野球部、女子バスケットボール部、陸上競技部、卓球部、ダンス同窓会
- 文化部
  - 吹奏楽部、JRC部、美術・アニメ部、茶道部、軽音楽部、放送部、囲碁将棋部、フラワーアレンジメント部、合唱部、クッキング部

## 所在地
- 神奈川県横浜市保土ケ谷区川島町1557

## 交通
出典 : 
| 乗車駅                             | 系統       | 下車停留所                    |
| ---------------------------------- | ---------- | ----------------------------- |
| 相鉄本線鶴ヶ峰駅                   | 旭1・旭75  | 「くぬぎ台団地入口」、徒歩9分 |
| 相鉄本線和田町駅                   | 浜16・浜19 | 「市沢下町」、徒歩7分         |
| 東日本旅客鉄道（JR東日本）東戸塚駅 | 旭6        | 「環2市沢下町」、徒歩7分      |

徒歩
- 相鉄本線・相鉄新横浜線 西谷駅徒歩25分

## 著名な出身者
- 関原凌河（サッカー選手）
- 須賀達郎（漫画家）
- 松島二郎（元プロボクサー）
- 新村穣（自転車競技選手）
- 髙地優吾（SixTONES）